# Nicola Bertoglio
Nicola Bertoglio (Cittiglio, 18 gennaio 1993) è un ex cestista italiano.

## Carriera
Vanta 11 presenze in Serie A con la Pallacanestro Varese.